# IBM 350 Disk File
IBM 350 Disk File ime je za tvrdi disk koji je razvila i proizvodila tvrka IBM od 1956. do 1969. godine i bio je sastavno sklopovlje računalnog sustava IBM 305 RAMAC. Ukupan broj proizvedenih jedinica je 1.000 komada.

## Inačice
- Model 1 - 4. rujna 1956.
- Model 3, 4 - 15. rujna 1958.
- Model 11, 12, 13 i 14 - 12. siječnja 1959.

## Svojstva
- Model 1:
  - dimenzije: 60×68×28" (D×V×Š)
  - promjer diska: 24" (610 mm)
  - broj diskova: 50
  - zapis: obostran
  - broj traka: 100 po strani diska + 2 pokusne trake (krajnja vanjska i krajnja unutarnja)
  - broj sektora: 5 po traci
  - broj znakova po sektoru: 100
  - ukupna nosivost: 5.000.000 8-bitnih znakova
  - brzina okretaja: 1.200 okretaja u minuti
  - tehnologija medija: aluminijski diskovi preko kojih je nanesena gama ferro-oksidna smjesa u eposksidnoj bazi i presvučena s obje strane diska[2]
  - tehnologija zapisa: uzdužna[3]
  - kodiranje: NRZI
  - ispravljanje grešaka: nepostojeće
  - gustoća zapisa: 2000 bita po kvadratnom colu
  - broj glava: 1 po površini, 2 glave po disku
  - razmak između glave i magnetske površine: 800 mikrocola
  - vrijeme za pretragu: 0,8 s (najduže), 0,6 s (prosječno)
  - brzina prijenosa podataka: 8.800 znakova u sekundi